# Вуксани
45°34′ пн. ш. 15°28′ сх. д. / 45.57° пн. ш. 15.46° сх. д.
Вуксани (хорв. Vuksani) — населений пункт у Хорватії, у Карловацькій жупанії у складі міста Озаль.

## Населення
Населення за даними перепису 2011 року становило 9 осіб.
Динаміка чисельності населення поселення: